# Seagate Technology
Seagate Technology е мултинационална компания, която проектира, произвежда и продава твърди дискове, SSD и други устройства за съхранение. Основана е през 1978 г. в Калифорния, САЩ, под името Shugart Technology, а по-късно е преименувана на Seagate. Днес компанията има юридическо седалище в Ирландия и е един от най-големите производители на твърди дискове в света.[източник? (Поискан днес)]

## История
Seagate е основана на 1 ноември 1978 г. от Алън Шугарт и група инженери. През 1980 г. компанията пуска първия 5,25-инчов твърд диск (ST-506) с капацитет от 5MB – стандарт, който доминира през следващото десетилетие.
През 1996 г. се слива с Conner Peripherals, а през 2006 г. придобива Maxtor. През периода 2012 – 2014 г. Seagate придобива и френския производител LaCie, насочен към професионални решения за съхранение на данни.

## Продукти
Seagate предлага следните основни продуктови линии:
- Barracuda – универсални HDD и SSD за настолни компютри и лаптопи;
- FireCuda – високопроизводителни SSD и хибридни дискове за гейминг;
- IronWolf – устройства за NAS системи;
- SkyHawk – оптимизирани за видеонаблюдение;
- Exos – корпоративен клас с висока надеждност и капацитет;
- LaCie – професионални външни дискове.

## Иновации
Seagate е лидер в разработването на нови технологии:
- HAMR (Heat-Assisted Magnetic Recording) – технология за по-висока плътност;
- Mozaic 3+ платформа – обещава капацитет до 100TB до 2030 г.[4]

## Финансови показатели
Seagate е публична компания, търгувана на NASDAQ под символа STX. Част е от индекса S&P 500. Към 2024 г. компанията има около 30 000 служители в световен мащаб и над 2 милиарда произведени твърди дискове.